# Киавена
Киавѐна (на италиански: Chiavenna, на западноломбардски: Ciavèna, Чавена) е градче и община в Северна Италия, провинция Сондрио, регион Ломбардия. Разположено е на 333 m надморска височина. Населението на общината е 7358 души (към 2013 г.).